# Lžičník tatranský

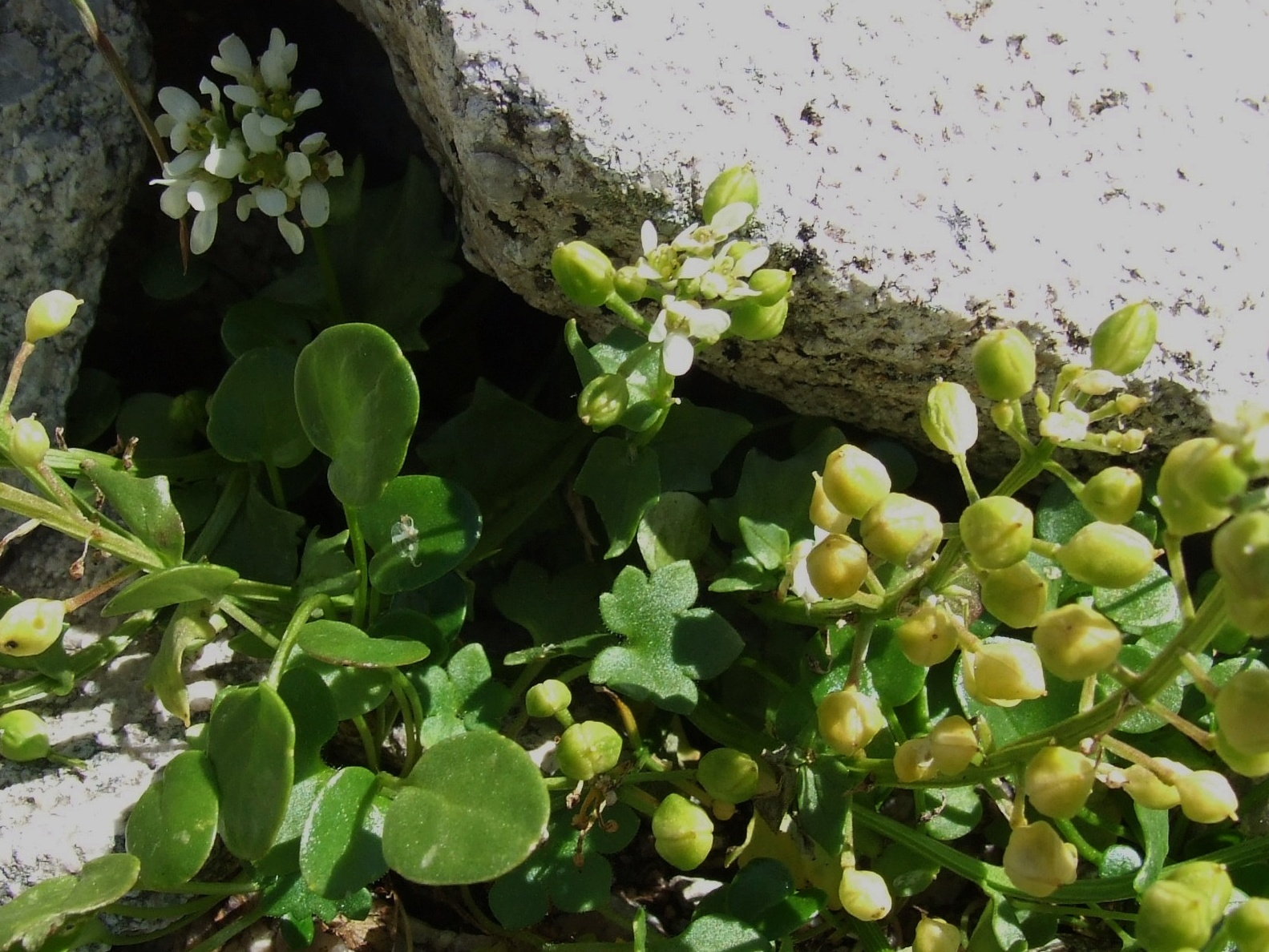
Šešulky lžičníku tatranského

Lžičník tatranský (Cochlearia tatrae) je nízká, bíle kvetoucí vytrvalá bylina, tatranský endemit rostoucí hlavně na území Slovenska (slovensky lyžičník tatransky) a částečně i Polska (polsky warzucha tatrzańska). Rostliny tohoto druhu jsou považovány za zranitelné, jejich další existence může být snadno lidským nebo přírodním zapříčiněním ohrožena.

## Rozšíření
Na Slovensku je lžičník tatranský znám z asi 30 lokalit v Západních, Vysokých a vzácně i Belianských Tatrách. Nejvitálnější rostliny rostou ve vrcholových partiích Lomnického štítu, kde mají výraznou tendenci k rozšiřování. V Polsku je jeho populace čítající okolo 600 jedinců rozptýlena na 12 místech okolo Morskieho oka v polských Tatrách. V roce 1968 byla pokusně zaseta semena na příhodná místy v Nízkých Tatrách, ovšem novou populaci se založit nepovedlo.

## Ekologie
Roste ve vlhkých skalních štěrbinách nebo vlhké suti vytvořené hlavně z mylonitu a žuly. Nejčastěji se vyskytuje na severních stranách ledovcových kotlů v blízkosti sněhových polí v alpínském a subniválním a ojediněle i v montánním vegetačním stupni. Dobře se mu daří ve vlhkých mechových polštářích, kde semena dobře klíčí a vyrůstají vícečetné kolonie.

## Popis
Lžičník tatranský je rostlina vytrvalá s krátkým vícehlavým oddenkem, z něhož vyrůstá vícero lodyh; ty nejsou ani v době kvetení a tvorby plodů obvykle vyšší než 15 cm. Přízemní listy v růžici mají řapíky okolo 4 mm dlouhé a jejich okrouhlé až srdčité čepele, celistvé a jen na bázi vykrojené, jsou průměrně velké 14 × 15 mm. Spodní lodyžní listy jsou tvarově obdobné jako přízemní, střední mají kratičké řapíky a jejich čepele jsou vejčité až kopinaté, horní lodyžní listy jsou přisedlé, někdy poloobjímavé a po obvodě zubaté. Všechny listy jsou mírně masité a ve středu čepele jsou promáčklé, připomínají tak lžičku.
Hroznovité květenství je na počátku kvetení stěsnáno a postupně se prodlužuje. Oboupohlavné květy jsou bez listenů. Čtyři vyduté vejčité kališní lístky asi 3 mm dlouhé jsou zelené a mají světlý blanitý okraj. Elipsovité až obvejčité korunní lístky s krátkým nehtem jsou také čtyři, bývají velké 6 × 3 mm a jsou smetanově až krémově žluté. Šest čtyřmocných tyčinek má na volných nitkách žluté prašníky, semeník nese krátkou čnělku s hlavičkovitou bliznou a v květu jsou boční nektaria. Druh je hexaploid 2n = 6x = 42.
V čase zralosti je plodenství tvořeno elipsovitými až vejčitými šešulkami na stopkách rostoucích obvykle šikmo vzhůru. Šešulky bývají dlouhé asi 5,5 a široké 4 mm a oba konce mají zúžené, stopky jsou asi o čtvrtinu delší. Hnědá zploštěná, široce elipsoidní semena jsou jemně bradavičnatá a bývají velká 2 × 1,5 mm.

## Ohrožení
V obou státech jsou jeho populace považovány Mezinárodním svazem ochrany přírody (IUCN) za poměrně stabilní, polské se navíc nacházejí v polském Tatranském národním parku. Roztříštěně rostoucí druh je ohrožen hlavně rekreačními aktivitami, pasoucími se zvířaty a případnými sněhovými lavinami či půdními erozemi. Je zapsán v obou národních "Červených seznamech ohrožených rostlin" a organizací IUCN je vyhodnocen jako zranitelný (VU).